# Peru a 2011-es úszó-világbajnokságon
Peru a 2011-es úszó-világbajnokságon három úszóval vett részt.

## Úszás
Férfi
| Versenyző         | Esemény                      | Selejtező | Selejtező | Elődöntő          | Elődöntő          | Döntő             | Döntő             |
| Versenyző         | Esemény                      | Idő       | Helyezés  | Idő               | Helyezés          | Idő               | Helyezés          |
| ----------------- | ---------------------------- | --------- | --------- | ----------------- | ----------------- | ----------------- | ----------------- |
| Sebastian Jahnsen | Férfi 200 méteres gyorsúszás | 1:53.68   | 45        | Nem jutott tovább | Nem jutott tovább | Nem jutott tovább | Nem jutott tovább |
| Sebastian Jahnsen | Férfi 400 méteres gyorsúszás | 4:00.93   | 35        |                   |                   | Nem jutott tovább | Nem jutott tovább |

Női
| Versenyző              | Esemény                    | Selejtező | Selejtező | Elődöntő          | Elődöntő          | Döntő             | Döntő             |
| Versenyző              | Esemény                    | Idő       | Helyezés  | Idő               | Helyezés          | Idő               | Helyezés          |
| ---------------------- | -------------------------- | --------- | --------- | ----------------- | ----------------- | ----------------- | ----------------- |
| Andrea Cedron          | Női 200 méteres gyorsúszás | 2:08.10   | 40        | Nem jutott tovább | Nem jutott tovább | Nem jutott tovább | Nem jutott tovább |
| Andrea Cedron          | Női 400 méteres gyorsúszás | 4:25.06   | 33        |                   |                   | Nem jutott tovább | Nem jutott tovább |
| Daniela Kaori Miyahara | Női 400 méteres gyorsúszás | 4:23.33   | 31        |                   |                   | Nem jutott tovább | Nem jutott tovább |
| Daniela Kaori Miyahara | Női 800 méteres gyorsúszás | 9:02.28   | 30        |                   |                   | Nem jutott tovább | Nem jutott tovább |